# Paróquias da diocese de Osasco
Esta é uma lista de paróquias da diocese de Osasco, uma circunscrição territorial da Igreja Católica no estado de São Paulo, Brasil. 
A diocese é dividida em nove regiões pastorais (Santo Antônio, São José Operário, Bonfim, Barueri, Carapicuíba, Cotia, Ibiúna, Itapevi e São Roque), totalizando 87 paróquias e 01 área pastoral e cerca de 161 padres (entre seculares e religiosos) e 02 diáconos permanentes. 
| Região pastoral   | Paróquia                                           | Ano de Fundação | Observações         |
| ----------------- | -------------------------------------------------- | --------------- | ------------------- |
| Santo Antônio     | Santo Antônio                                      | 1930            | Catedral Diocesana  |
| Santo Antônio     | Bom Jesus Crucificado                              | 2018            |                     |
| Santo Antônio     | Espírito Santo                                     | 1971            |                     |
| Santo Antônio     | Nossa Senhora Aparecida                            | 2012            | Jaguaribe           |
| Santo Antônio     | Nossa Senhora da Conceição                         | 1953            |                     |
| Santo Antônio     | Sagrada Família                                    | 1953            |                     |
| Santo Antônio     | Santa Isabel e São Zacarias                        | 1968            |                     |
| Santo Antônio     | São Domingos, O Pregador                           | 1973            |                     |
| Santo Antônio     | São Gabriel da Virgem Dolorosa                     | 2000            |                     |
| Santo Antônio     | São Paulo da Cruz                                  | 1971            |                     |
| São José Operário | Imaculada Conceição                                | 1999            |                     |
| São José Operário | Nossa Senhora Aparecida                            | 2010            |                     |
| São José Operário | Nossa Senhora das Graças                           | 1977            |                     |
| São José Operário | Nossa Senhora de Nazaré                            | 1966            |                     |
| São José Operário | Santa Maria Mãe de Deus                            | 2012            |                     |
| São José Operário | São João Batista                                   | 2012            |                     |
| São José Operário | São José Operário                                  | 1967            |                     |
| São José Operário | São Judas Tadeu                                    | 2017            |                     |
| São José Operário | São Vito                                           | 2010            |                     |
| Bonfim            | Cristo Rei                                         | 2006            |                     |
| Bonfim            | Nossa Senhora do Rosário de Fátima                 | 2013            |                     |
| Bonfim            | Nossa Senhora Aparecida                            | 1966            | Jardim Piratininga  |
| Bonfim            | Nossa Senhora Aparecida                            | 1967            | Vila Piauí          |
| Bonfim            | Nossa Senhora Aparecida                            | 1969            | Jardim Maria Helena |
| Bonfim            | Nossa Senhora dos Remédios                         | 1950            |                     |
| Bonfim            | Santa Gema Galgani                                 | 1953            |                     |
| Bonfim            | Santa Teresinha da Menino Jesus                    | 2013            |                     |
| Bonfim            | Santo Antônio de Pádua                             | 1962            |                     |
| Bonfim            | São João Batista                                   | 1969            |                     |
| Bonfim            | São José                                           | 1967            |                     |
| Bonfim            | São José Operário                                  | 2000            |                     |
| Bonfim            | Senhor do Bonfim                                   | 1953            |                     |
| Barueri           | Nossa Senhora das Graças                           | 1972            |                     |
| Barueri           | Nossa Senhora Mãe da Igreja                        | 1973            |                     |
| Barueri           | Nossa Senhora da Escada                            | 1984            |                     |
| Barueri           | Nossa Senhora de Lourdes                           | 2000            |                     |
| Barueri           | Rainha Santa Isabel                                | 1999            |                     |
| Barueri           | Santa Cruz                                         | 1999            |                     |
| Barueri           | São João Batista                                   | 1952            |                     |
| Carapicuíba       | Cristo Ressuscitado                                | 2006            |                     |
| Carapicuíba       | Nossa Senhora das Graças                           | 2011            |                     |
| Carapicuíba       | Nossa Senhora Aparecida e Sagrado Coração de Jesus | 2007            |                     |
| Carapicuíba       | Nossa Senhora Aparecida                            | 1952            |                     |
| Carapicuíba       | Santa Edwiges                                      | 2012            |                     |
| Carapicuíba       | Santa Rita de Cássia                               | 1988            |                     |
| Carapicuíba       | Santo Antônio                                      | 1966            |                     |
| Carapicuíba       | São Francisco de Assis                             | 2001            |                     |
| Carapicuíba       | São José                                           | 2014            |                     |
| Carapicuíba       | São Lucas Evangelista                              | 1971            |                     |
| Carapicuíba       | São Paulo Apóstolo                                 | 2000            |                     |
| Carapicuíba       | São Pedro                                          | 1971            |                     |
| Carapicuíba       | São Pedro e São Paulo                              | 2012            |                     |
| Carapicuíba       | São Roque                                          | 1984            |                     |
| Cotia             | Nossa Senhora da Imaculada Conceição               | 1979            |                     |
| Cotia             | Nossa Senhora do Carmo e São Cristóvão             | 2010            |                     |
| Cotia             | Nossa Senhora Aparecida                            | 2011            |                     |
| Cotia             | Nossa Senhora das Graças                           | 1979            |                     |
| Cotia             | Nossa Senhora de Fátima                            | 2009            |                     |
| Cotia             | Nossa Senhora do Monte Serrate                     | 1713            |                     |
| Cotia             | Nossa Senhora do Rosário de Fátima                 | 2015            |                     |
| Cotia             | Santa Cruz e Nossa Senhora das Dores               | 2013            |                     |
| Cotia             | Santo Antônio                                      | 1957            |                     |
| Cotia             | Santo Antônio de Sant'Ana Galvão                   | 2008            |                     |
| Cotia             | Santo Antônio e Nossa Senhora do Carmo             | 2003            |                     |
| Cotia             | São Benedito                                       | 2016            |                     |
| Cotia             | São Pio X                                          | 2009            |                     |
| Ibiúna            | Bom Jesus e Santa Cruz                             | 2012            |                     |
| Ibiúna            | Nossa Senhora das Dores                            | 1812            |                     |
| Ibiúna            | Nossa Senhora de Guadalupe                         | 2014            |                     |
| Ibiúna            | Santa Cruz                                         | 2006            |                     |
| Ibiúna            | Santa Teresinha e São Roque                        | 2006            |                     |
| Itapevi           | Cristo Rei                                         | 1977            |                     |
| Itapevi           | Nossa Senhora de Fátima                            | 2006            |                     |
| Itapevi           | Nossa Senhora Medianeira de Todas as Graças        | 1977            |                     |
| Itapevi           | Nossa Senhora Aparecida                            | 2006            | Amador Bueno        |
| Itapevi           | Nossa Senhora Aparecida                            | 1970            | Jandira             |
| Itapevi           | São Francisco de Assis                             | 1987            |                     |
| Itapevi           | São José                                           | 2016            |                     |
| Itapevi           | São Judas Tadeu                                    | 1952            |                     |
| São Roque         | Nossa Senhora Aparecida                            | 2004            |                     |
| São Roque         | Nossa Senhora da Penha                             | 1653            |                     |
| São Roque         | Santa Catarina de Alexandria                       | 2017            |                     |
| São Roque         | São Francisco de Paula                             | 1979            |                     |
| São Roque         | São João Batista                                   | 2000            |                     |
| São Roque         | São José                                           | 1939            |                     |
| São Roque         | São Luiz Gonzaga                                   | 2005            |                     |
| São Roque         | São Roque                                          | 1773            |                     |

Demais Igrejas não constituídas como Paróquias:
| Região Pastoral | Nome            | Observações   |
| --------------- | --------------- | ------------- |
| Ibiúna          | São Judas Tadeu | Área Pastoral |